# 中島晴矢
中島 晴矢（なかじま はるや、1989年 - ）は、日本の美術家。

## 略歴・人物
1989年、神奈川県横浜市生まれ。
麻布中学校・高等学校、法政大学文学部日本文学科卒業。
2008から2009年に内海信彦による美学校の「絵画表現研究室」、2010年に松蔭浩之による「アートのレシピ」を受講。
現代美術、文筆、ラップなど、インディペンデントとして多様な場やヒトと関わりながら領域横断的な活動を展開。
美学校「現代アートの勝手口」講師。
プロジェクトチーム「野ざらし」のメンバー（青木彬、佐藤研吾）。

## 個展
- 「オイル・オン・タウンスケープ」（NADiff Gallery, 東京, 2022）
- 「東京を鼻から吸って踊れ」（gallery αM, 東京, 2019-2020）[7]
- 「バーリ・トゥード in ニュータウン」（TAV GALLERY, 東京, 2019）
- 「SURGE」（gallery TURNAROUND, 仙台, 2017）
- 「麻布逍遥」（SNOW Contemporary, 東京, 2017  企画：青木彬）[8]
- 「ペネローペの境界」（TAV GALLERY, 東京, 2015）
- 「上下・左右・いまここ」(原爆の図 丸木美術館, 埼玉, 2014)
- 「ガチンコーニュータウン・プロレス・ヒップホップー」(ナオ ナカムラ, 東京, 2014)
- 「REACH MODERN」（ギャラリーアジト, 名古屋, 2012）[9]

## 企画
- 「SURVIBIA!!」（NEWTOWN, 東京, 2018）

## グループ展
- 「芸術競技」（FL田SH, 東京, 2020）
- 「TOKYO2021」（TODA BUILDING, 東京, 2019）
- 「旅公演(どりふと)」(東京都美術館, 東京, 2015)
- 「美學校ダウナーサイド」(Trans Arts Tokyo, 東京, 2013)
- 「東京BCN10443」（Olivart Art Gallery, バルセロナ, 2013）
- 「Labor,Party,NuclearーAfter Nuclear Family」（Trance Arts Tokyo, 東京, 2012）
- 「Village Project HOUSE100」（The Container, 東京, 2012）

## アルバム
- 「From Insect Cage」（Stag Beat, 2016）

## 著作
- 『オイル・オン・タウンスケープ』（論創社）[10]